# Zvonimir Rogoz
Zvonimir Rogoz (Zagreb, 10. listopada 1887. – Zagreb, 6. veljače 1988.) bio je hrvatski kazališni i filmski glumac te redatelj i prevoditelj.

## Životopis
Glumački se školovao u Beču i Zagrebu. Nastupao je u Osijeku, Varaždinu i Ljubljani. Proslavio se ulogom u "Hamletu", te je angažiran u Pragu, gdje je stekao međunarodni ugled. U Pragu je igrao i na filmu, snimivši oko 35 filmova, a najslavniji je "Ekstaza" u kojem je glumio s Hedy Lamarr.
U Zagreb se vratio 1951. te je glumio u zagrebačkome Hrvatskom narodnom kazalištu, a potom je prešao u novoosnovano Dramsko kazalište »Gavella«, u kojem je ostvario niz uloga u domaćem i inozemnom repertoaru.  Glumio je i na Dubrovačkom ljetnom festivalu i u Teatru &TD. Jedan je od rijetkih glumaca koji su uspješno nastupali na nekoliko jezika: hrvatskom, slovenskom, češkom i slovačkom. Osim glumačkih nastupa, Rogoz je djelovao kao redatelj inozemnih i hrvatskih tekstova te je na češki jezik preveo niz djela hrvatskih dramskih pisaca. Sve do smrti nastupao je na filmu i televiziji. Godine 1986. objavio je knjigu Mojih prvih sto godina, a o njemu je snimljen film Zdrav Rogoz u zdravom tijelu. Svojedobno je bio najstariji aktivni glumac na svijetu.
Dobitnik je nagrade »Vladimir Nazor« za životno djelo 1966.

## Filmske uloge
- Glembajevi (1988.)
- Pet mrtvih adresa (1984.)
- Kiklop kao Kumek (1982.)
- Dobro jutro sine (1978.)
- Okupacija u 26 slika kao admiral (1978.)
- Harmonika (1972.)
- Putovanje na mjesto nesreće (1971.)
- Starci (1971.)
- Slučajni život (1969.)
- Cintek (1967.)
- Rondo (1966.)
- Ključ kao recepcioner #1 (1965.)
- Banket (1965.)
- San (1965.)
- Doktor Knok (1964.)
- Vrapčić (1964.)
- Carevo novo ruho kao vitez Senilan (1961.)
- Samsonov sin (1960.)
- Vlak bez voznog reda kao stariji gospodin iz restorana (1959.)
- Nije bilo uzalud kao doktor Đuka Radić (1957.)
- Opsada (1956.)
- U početku bijaše grijeh (1954.)
- Koncert kao Pjaskovski (1954.)
- Revolucijski rok 1848 (1949.)
- Pripad Z-8 (1949.)
- Krakatit (1948.)
- Dok se vratiš (1947.)
- Tri kamaradi (1947.)
- Violina i san (1947.)
- Muzikant (1947.)
- Četrnaestero za stolom (1943.)
- Plesačica (1943.)
- Mandla pjeva Evropi (1940.)
- Bila jahta u Splitu (1939.)
- Put do dudbine studentske duše (1939.)
- Muž iz nepoznate krajine (1939.)
- Skitnica macoun (1939.)
- Cech panen kutnohorských (1938.)
- Granica junaka (1938.)
- Korak u tamu (1938.)
- Kamin bez vatre (1937.)
- Ljudi na ledu (1937.)
- Razvod gospode Eve (1937.)
- Žena na raskršću (1937.)
- Život teče dalje (1935.)
- Novembar (1935.)
- Milan Rastislav Štefanik (1935.)
- Hej-rup! (1934.)
- Od blata do lože (1934.)
- Žena, koja zna šta želi (1934.)
- Sedma sila (1933.)
- Ubistvo u Ostrovnoj ulici (1933.)
- Extase (1932.)
- Leliček na službi kod Sherlocka Holmsa (1932.)
- ured za vjenčanje (1932.)
- Preobrazba Ferdiše Pištora (1931.)
- Crni plamen (1930.)

## Televizijske uloge
- "Kiklop" kao Kumek (1983.)
- "Dnevnik Očenašeka" kao glas predsjednika Franklina Roosevelta i Verglas (1969.)

## Zanimljivosti
Danas njegovo ime nosi ulica u zagrebačkom naselju Savici.

## Vanjske poveznice
- Rogoz, Zvonimir Hrvatska enciklopedija. LZMK
- LZMK / Proleksis enciklopedija: Rogoz, Zvonimir
- www.hrt.hr / Na današnji dan: Zvonimir Rogoz  Arhivirana inačica izvorne stranice od 5. listopada 2016. (Wayback Machine)
- Port.hr – Zvonimir Rogoz
- Zvonimir Rogoz u internetskoj bazi filmova IMDb-u (engl.)